# Ciência Nua e Crua
Ciência Nua e Crua (Rough Science, em inglês) é um reality show documentário feito pela BBC, em colaboração com a Open University. Seis temporadas foram feitas entre 2000 e 2005. Foi transmitido em horário nobre na BBC Two.
A série é composta de um grupo de quatro ou cinco cientistas, especializados nas diferentes áreas, eles recebem uma tarefa e devem completar utilizando os recursos naturais disponíveis, juntamente com algumas coisas de um baú. Cada episódio tem uma tarefa diferente e eles usam seus conhecimentos e criatividade na tentativa de cumpri-la, e no processo, ensinar o público.
Cada episódio requer que a equipe trabalhe em grupo ou em dupla  para terminar os desafios. Eles são colocados em um local diferente em cada temporada, geralmente em algum lugar com abundância de plantas para uso do grupo. A apresentadora é Kate Humble juntamente com um grupo de cientistas - a maioria dos cientistas aparecem em várias temporadas.

## 1ª temporada
Esta temporada é situada na ilha mediterrânea de Capraia, E os cientistas são: Vanessa Griffiths, Anna Lewington, Jonathan Hare, Mike Leahy e Mike Bullivant. A temporada apresenta quatro episódios, e várias tarefas:
1. "Onde Estamos?" - O grupo é levado a uma prisão abandonada na ilha, onde eles têm de determinar a longitude e latitude da ilha, criar um rádio para saber as horas e criar um repelente de insetos.
2. "O que Temos para Fazer?" -  O grupo precisa tirar e revelar uma foto, criar uma bússola para saber o norte e criar uma bandeira para a ilha.
3. "Podemos Gerar Energia?" - O grupo precisa criar uma gerador de energia e montar uma farmácia com alguns medicamentos para o grupo.
4. "O que Podemos Comer?" -  O grupo precisa criar sabão e pasta de dente, colocar comida na mesa e até fazer um toca discos.

## 2ª temporada
Esta temporada se passa na ilha caribenha de Carriacou e apresenta cinco cientistas, (Mike Leahy, Mike Bullivant, e Jonathan Hare) que são da primeira temporada, e os novos cientistas são: Kathy Sykes,Ellen McCallie. Anna Lewington e Vanessa Griffiths da primeira temporada não estão presentes. Os desafios são:
1. "Mapeamento" -  O grupo precisa fazer um mapa da ilha juntamente com o papel e tinta para o mapa, e um dispositivo para gravar sons.
2. "Insetos e Barômetros" -  O grupo precisa Fazer uma loção anti-séptica, um microscópio e uma estação meteorológica.
3. "Tempo e Transmissores" -  O grupo precisa fazer um rádio um relógio e uma pipa.
4. "Sentindo calor" -  O grupo precisa criar um freezer, um termômetro, e protetor solar.
5. "Mar e sol" -  O grupo precisa Fazer uma lâmpada que pode funcionar debaixo da água, e gerar energia elétrica para carregar uma bateria.
6. "A Ciência da Comemoração" -  O grupo precisa criar instrumentos musicais e fogos de artifício para uma festa.

## 3ª temporada
Esta temporada tem como destino a costa oeste da Ilha Sul da Nova Zelândia, tem seis episódios, e apresenta os mesmos cientistas da temporada anterior.
1. "Em Busca do Ouro" -  O grupo precisa coletar ouro de um rio, construir um detector de metais, e construir uma balança super-precisa.
2. "Desafio" -  O grupo precisa construir uma máquina automática de garimpar ouro, criar cosméticos, e procurar evidências de terremotos em árvores.
3. "Terremoto" -  O grupo precisa construir uma barraca impermeável e um sismógrafo.
4. "Gelo" -  O grupo precisa medir a velocidade e a taxa de derretimento de uma geleira e se manter aquecido.
5. "Caça ao Tesouro" -  O grupo precisa construir um dispositivo para medição de altitude para ajudar na busca de ouro, e extrair o ouro de uma rocha.
6. "O Grande Forno " -  O grupo precisa fundir ouro e criar uma lembrança dele.

## 4ª temporada
Esta temporada se passa no Vale da Morte, na Califórnia, e tem seis episódios, todos são de exploração do espaço. Quatro cientistas são da temporada anterior (Ellen McCallie, Jonathan Hare, Mike Bullivant, e Kathy Sykes) e mais um cientista novo, Iain Stewart, primeiro geólogo da serie. Mike Leahy da temporada anterior não esta presente.
1. "Veículo":  O grupo precisa construir um veiculo de exploração e purificar água.
2. "Comunicação":  O grupo precisa enviar uma comunicação de uma forma que não dependa exclusivamente do som, e fazer uma caneta que funciona em gravidade zero.
3. "Traje Espacial":  O grupo precisa criar um sistema de refrigeração para uma roupa espacial.
4."Impacto":  O grupo precisa medir o tamanho do meteoro que criou a Cratera de Barringer. E fazer um telescópio para medir o tamanho de uma cratera na lua.
5. "Imagens Aéreas": O grupo precisa construir um balão de ar, com uma câmera para filmar o terreno. Encontrar o centro de um dos maiores terremotos a atingir a América, e estimar a frequência dele na escala Richter. E por fim criar um filtro de dióxido de carbono.
6. "Foguete": O grupo precisa criar foguetes que podem lançar um ovo no ar e retornar com segurança à Terra. Três foguetes diferentes são tentadas por três dos cientistas, enquanto o trabalho dos dois restantes é criar um sistema de pára-quedas.

## 5ª temporada
Esta temporada se passa na costa de Zanzibar e tem um tema ecológico. Os cientistas são Ellen McCallie, Jonathan Hare, Mike Bullivant, e Kathy Sykes. Os desafios desta temporada são:
1. "Naufrágio" - O grupo precisa construir um veículo de exploração submersível, e determinar quando a maré baixa ocorre.
2. "Perdidos no Mar" - O grupo precisa fazer um dispositivo de flutuação de emergência, e criar uma luz de aviso ativado pela água do mar.
3. "Chamado Selvagem" - O grupo precisa criar engenhocas para ver e ouvir debaixo da água de zanzibar.
4. "Para o Farol" - O grupo precisa construir um farol para avisar às tripulações sobre os perigos dos corais. 
5. "O Recife" - O grupo vai até a costa de Zanzibar com a missão de preservar o  recife de corais do lugar.
6. "No Fundo do Mar" - O grupo precisa criar um dispositivo para respirar embaixo d'água.

## 6ª temporada
Esta temporada se passa nas montanhas de San Juan, no Colorado. Para esta temporada, Temos a geomorfologista Hermione Cockburn substituído Kathy Sykes. Os desafios desta temporada são:
1. "Energia" - O grupo precisa fornecer eletricidade e gás natural para sua base, situada em um antigo moinho.
2. "Segurança" - O grupo precisa construir um extintor de incêndio e uma estação de tratamento de água.
3. "Montanhas" - O grupo têm o desafio de medir o Monte Kendall.
4. "Limpeza" - O grupo precisa construir uma máquina de lavar roupas e sabão, e também criar antitranspirante e desodorante.
5. "A mina" - O grupo tem a tarefa de detectar rochas radioativas e gases inflamáveis na mina.
6. "Fotografia" - O grupo tem o desafio de encontrar uma maneira de tirar uma foto do moinho, e entregá-lo por um balão de hidrogênio.

## Exibição no Brasil
No Brasil, a série foi exibida pela TV Escola e pela TV Brasil. Alguns episódios da série também podem ser encontrados na plataforma de compartilhamento de vídeos YouTube.